# يو إف سي على إيه بي سي: ويتيكر ضد أليسكروف
يو إف سي على إيه بي سي: ويتيكر ضد أليسكروف (بالإنجليزية: UFC on ABC: Whittaker vs. Aliskerov)‏ هو حدث لفنون القتال المختلطة نظمته يو إف سي، أُقيم في 22 يونيو 2024 على كينغدوم أرينا، في الرياض، السعودية.
هذا الحدث هو الحدث الأول الذي يُقام في السعودية.

## الخلفية
كان من المتوقع في الأصل أن يُقام الحدث الأول في المملكة العربية السعودية في 2 مارس 2024، ولكن في 24 يناير، أعلن رئيس الهيئة العامة للترفيه في السعودية، تركي آل الشيخ، أن الحدث قد تم تأجيله رسميًا، مشيرًا إلى أن «تمت إعادة الجدولة لضمان توفر أفضل المواهب للمشاركة».
كان من المقرر أن يتصدر الحدث نزال الوزن المتوسط بين بطل يو إف سي للوزن المتوسط السابق (أيضًا الفائز بالمقاتل النهائي: التحطيم لوزن الوسط) روبرت ويتيكر وحمزة شيماييف. ومع ذلك، انسحب شيماييف بسبب المرض وحل محله إكرام أليسكروف، الذي كان من المقرر أن يقاتل قبل أسبوع في حدث يو إف سي ليلة القتال: بيريز ضد تايرا.
كان من المتوقع إجراء نزال في الوزن المتوسط بين شرف الدين ماغوميدوف وإيهور بوتيريا في هذا الحدث. ومع ذلك، تم انسحب بوتيريا ليواجه ميشيل بيريرا في يو إف سي 301. وتم استبداله بالوافد الجديد للمنظمة جويلتون لوترباخ. بدوره، انسحب لوترباخ في 19 يونيو من قبل لجنة مكافحة المنشطات بسبب وجود مادة في بوله وحل محله أنطونيو تروكولي، الذي كان من المقرر أن يواجه أليسكيروف قبل أسبوع.
وكان من المقرر أن يواجه سعيد نورماغوميدوف مونتيل جاكسون في نزال بوزن الديك. لكنه انسحب لأسباب غير معلنة وحل محله فريد بشارات. بدوره، تردد أن بشارات لم يتمكن من المنافسة بسبب الإصابة وتم إلغاء النزال.
وكان من المقرر أن يواجه أبو زعيتر دينيس تيوليولين في نزال بالوزن المتوسط. لكن زعيتر تم استبداله بسيدريك دوماس بسبب الإصابة. في المقابل، تم تأجيل النزال بين دوماس وتيوليولين إلى حدث يو إف سي على إيه بي سي: ساندهاغن ضد نورمحمدوف لأسباب تتعلق بتأشيرة دوماس.
كان من المتوقع إجراء نزال في وزن الريشة بين محمد نعيموف ومليسيك بغداسريان في البطاقة الرئيسية. ومع ذلك، انسحب بغداسريان خلال أسبوع القتال بسبب تمزق الشفا في كتفه الأيسر. وحل محله فيليبي ليما.
المنافس المؤقت السابق على لقب بطولة يو إف سي للوزن المتوسط (أيضًا الفائز بالمقاتل النهائي: نهائي فريق جونز ضد فريق سونين للوزن المتوسط) كيلفن غاستلوم ودانيال رودريغيز في نزال بوزن الوسط، ولكن تم تغييره إلى الوزن المتوسط خلال أسبوع القتال حيث واجه غاستلوم مشكلات في إنقاص الوزن.

## النتائج
1. ↑  نهائي بطولة الطريق إلى يو إف سي للموسم الثاني لوزن الديك.

## المكافآت الإضافية
حصل المقاتلون التاليون على مكافآت قدرها 50 ألف دولار.
- قتال الليلة: لم تُمنح.
- أداء الليلة: روبرت ويتيكر، شرف الدين محمدوف، فولكان أوزدمير، وفيليبي ليما